# Branko Fučić
Branko Fučić, hrvaški umetnostni zgodovinar, filolog in akademik, * 1920, Dubašnica na otoku Krk, † 30. januar 1999, Reka.
Dr. Branko Fučić je bil eden najpomembnejših raziskovalcev glagolice. Na področju nekdanje Jugoslavije je odkril oziroma znanstveno obdelal več kot polovico vseh glagolskih spomenikov. Svoja dela je objavil v številnih knjigah, med njimi je najpomembnejša »Glagoljski natpisi«. Leta 1944 je diplomiral na Filozofski fakulteti v Zagrebu, leta 1964 pa je doktoriral na Filozofski fakulteti v Ljubljani. Od leta 1991 je bil redni član HAZU (Hrvaške akademije znanosti in umetnosti). 
Deloval je kot svetovalec v restavratorskih zavodih HAZU in se posvečal predvsem srednjeveški umetnosti slike in besede. Raziskal je vse srednjeveške cerkve v Istri in Kvarnerju, kjer je odkril in znanstveno opredelil veliko število fresk, vodil arheološka izkopavanja in restavratorska dela. Z obvladovanjem paleografije je uredil katalog vseh znanih epigrafskih spomenikov, ki so na področju Jugoslavije nastali med 11. stoletjem in letom 1800. 
Pokopan je v družinski grobnici v rojstnem kraju.

## Dela
- Slika i arhitektonski prostor u srednjovjekovnom zidnom slikarstvu u Istri, Zagreb, JAZU, 1966
- Glagoljska epigrafika: kulturno - historijski vidovi, Zagreb, Kršćanska sadašnjost, 1982
- Vincent iz Kastva, Zagreb, Kršćanska sadašnjost; Pazin, Istarsko književno društvo Juraj Dobrila, 1992
- Rekonstrukcija glagoljskih natpisa u Humu, Zagreb, JAZU, 1978
- Terra incognita, Zagreb, Kršćanska sadašnjost, 1997
- Valunska ploča, Zagreb, Hrvatsko arheološko društvo, 1982